# Fahrdorf
Fahrdorf (dänisch Fartorp, auch Farup und Fardrup) ist eine Gemeinde im Kreis Schleswig-Flensburg. Sie ist eine Umlandgemeinde im verflochtenen Siedlungsraum um die Kreisstadt Schleswig.

## Geographie

### Geographische Lage
Fahrdorf liegt am südlichen Ufer der Kleinen Breite der Schlei am westlichen Rand des Naturraums Schleswig-Holsteinisches Hügelland im Bereich der Haupteinheit Schwansen, Dänischer Wohld (und Amt Hütten) (Nr. 701), sowie entlang des östlichen Ufers des Haddebyer Noors, dessen Fläche ebenfalls in vollem Umfang zum Gemeindegebiet gehört.
Die historische Siedlungsform als Straßendorf entlang des südlichen Ufers der Schlei ist mit der Siedlungstätigkeit abseits der benannten „Dorfstraße“ (dem innerörtlichen Abschnitt der Kreisstraße 31) verloren gegangen. Südwärts ist das Dorf heute bis nah an die Bundesstraße 76 herangewachsen.

### Gemeindegliederung
Im Gebiet der Gemeinde Fahrdorf liegen als einzeln erfasste Wohnplätze das Dorf gleichen Namens, das weitere Dorf Loopstedt (dänisch Lopsted), sowie die Höfesiedlung Fahrdorfer Ziegelei und der Bereich der Streusiedlung Fahrdorffeld.

### Nachbargemeinden
Direkt angrenzende Gemeindegebiete von Fahrdorf sind:
| Busdorf | Schleswig                                   | Schaalby  |
|         | Kompassrose, die auf Nachbargemeinden zeigt | Borgwedel |
| Selk    | Geltorf                                     |           |

## Geschichte
Mitarbeiter des (ALSH) haben in Zusammenarbeit mit Metallsondengängern 2021 auf einem Acker bei Fahrdorf vier Beile und sieben Sicheln aus der Bronzezeit geborgen.
Im Jahre 1575 wurde das Dorf erstmals als Vardorp (Dorf an der Überfahrtstelle) erwähnt. Im Mittelalter unterstand Fahrdorf dem St.-Johannis-Kloster vor Schleswig.
Nach einer dänischen Sage soll der heilige Christophorus das Jesuskind von hier aus auf seinen Schultern über die Schlei nach Schleswig getragen haben.
Zwischen 1780 und 1800 wurde in Fahrdorf wie im übrigen Herzogtum Schleswig die Verkoppelung durchgeführt. Nach dem Deutsch-Dänischen Krieg von 1864 kam Fahrdorf als Teil des Herzogtums Schleswig zu Preußen.
Als 1957 auf Anordnung der Landesregierung die Kriegstoten im nördlichen Schleswig-Holstein nach Fahrdorf umgebettet wurden, entstand auf dem Karberg der Ehrenfriedhof am Haddebyer Noor.

## Religion
Auf Basis der Ergebnisse des Zensus 2011 sind 61 % der Einwohner von Fahrdorf evangelischen und 6 % katholischen Glaubens. Die Protestanten sind Glieder der Kirchengemeinde Haddeby der Evangelisch-Lutherischen Kirche in Norddeutschland bzw. Glieder der ev.-luth. Dänischen Kirche in Südschleswig. Sie zählt zum Kirchenkreis Schleswig-Flensburg. Für die Katholiken ist die Pfarrei St. Ansgar mit Sitz in Rendsburg im Erzbistum Hamburg zuständig, deren nächste Filialkirche St. Ansgar in Schleswig ist.

## Politik

### Gemeindevertretung
Bei der Kommunalwahl am 14. Mai 2023 wurden insgesamt 17 Sitze vergeben. Von diesen erhielt die CDU acht Sitze, die SPD sechs Sitze und die FDP drei Sitze.

### Bürgermeister
Bürgermeister in der aktuellen Wahlperiode (2018–2023) ist Frank Ameis.

### Wappen
Blasonierung: „In Silber über blau-silbernen Wellen ein roter Fährkahn, der oben mit einer roten Signalbake bestekt ist. Diese besteht aus einem Mast, der an der Spitze einen kugelförmigen Korb trägt. Den Mast überdecken zwei gekreuzte rote Ruder.“
Eine Fähre, die aus einem Ruderkahn bestand, führte hier über die Schlei nach Schleswig. Da nur für den Verkehr zu Fuß bestimmt, war die Fährverbindung so lange von Bedeutung, bis das Auto die Fußgänger ablöste. Das Hochziehen des Korbes war das einfache optische Signal für den Fährmann, dass Fahrgäste warteten. Heute existiert diese Fähre nicht mehr; sie war jedoch namengebend für das Dorf und machte den Ort als Überfahrstelle bekannt. Die Wellen sollen die Lage des Dorfes an der Schlei zeigen.

## Kultur und Sehenswürdigkeiten

### Feuerwehr

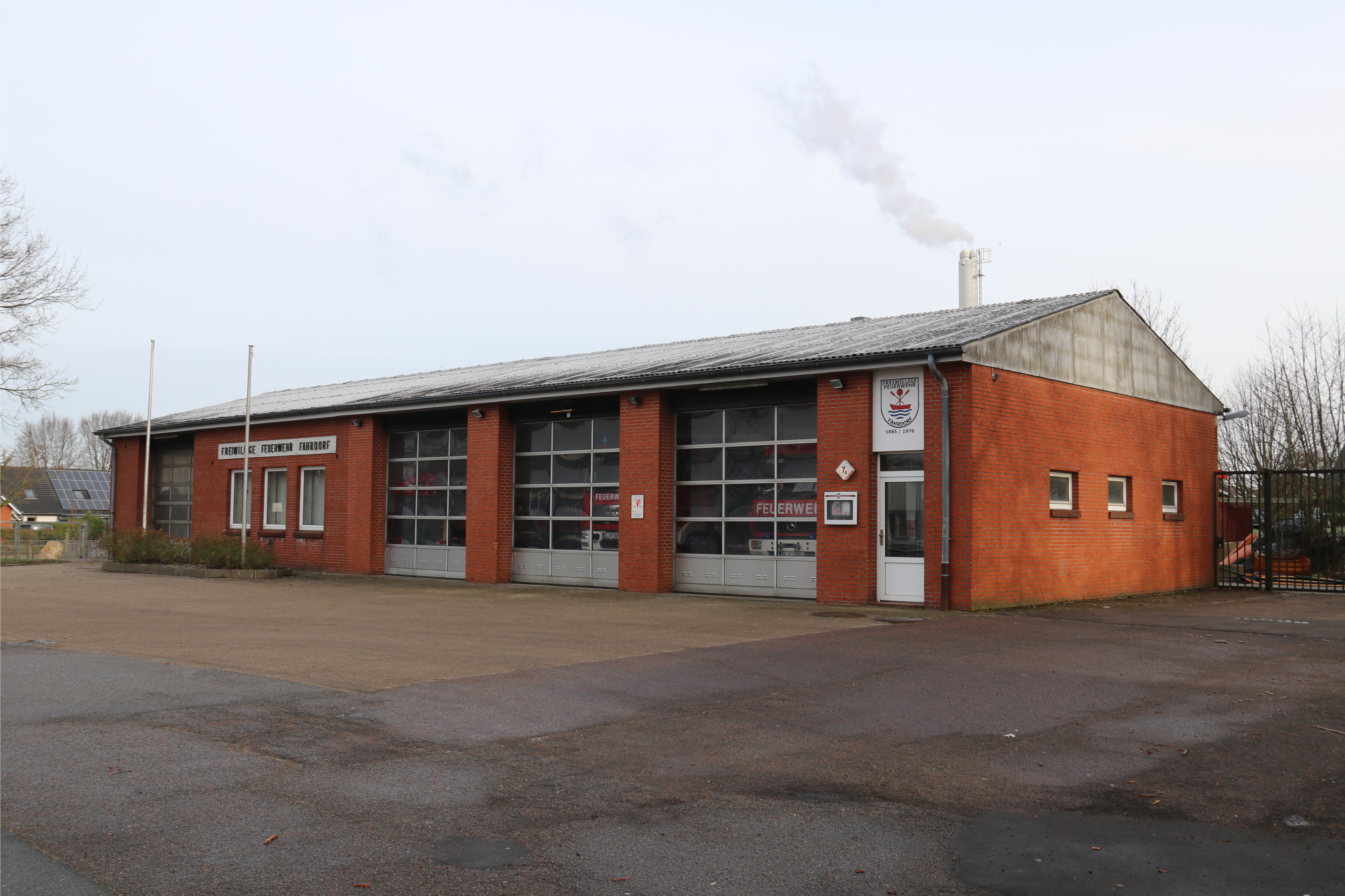
Feuerwehrhaus Fahrdorf

Für den Brandschutz in der Gemeinde sorgt die örtliche Freiwillige Feuerwehr Fahrdorf.

### Vereine
In der Gemeinde ansässige Sportvereine sind der Turn- und Sportverein Fahrdorf (TSV), der FC Haddeby 04, sowie die Segelclubs Fahrdorfer Segelverein (FSV) und Segelclub Fahrdorf (SCF). Daneben sind in der Gemeinde der Fahrdorfer Reitverein sowie die Sportschützen Fahrdorf und Umgebung ansässig.

## Wirtschaft und Infrastruktur
Die Wirtschaft in der Gemeinde ist überwiegend klein- und mittelständisch geprägt. Am westlichen Dorfrand sind überörtliche Einkaufsmöglichkeiten sowie verschiedene kleinere Dienstleistungs- und Handwerksbetriebe entstanden. Im Gewerbegebiet an der Bundesstraße liegen zwei Einkaufszentren, das Feuerwehrhaus und ein Seniorenheim.
Durch das Gemeindegebiet am Rande der namenstiftenden Dorflage führt im motorisierten Individualverkehr in Ost-West-Richtung die Bundesstraße 76 im Abschnitt zwischen Eckernförde und Schleswig. Die Trasse wird von einem straßenbegleitenden Radweg gesäumt.
Im Bereich der westlichen Dorflage hat die Gemeinde, vorgelagert in der Schlei, einen kleinen Sportboothafen.

## Persönlichkeiten
- Günter Fleskes (* 1945), Politiker (SPD)
- Silvia Amella Mai (* 1961), Kulturwissenschaftlerin und Autorin
- Norbert Nieszery (* 1960), Politiker (SPD)
- Burghard Damerau (1961–2002), Literaturwissenschaftler und Hochschullehrer